# Andrzej Jaroch
Andrzej Stanisław Jaroch (ur. 18 września 1948 we Wrocławiu) – polski polityk, samorządowiec, nauczyciel akademicki i inżynier, senator VI kadencji, przewodniczący Sejmiku Województwa Dolnośląskiego VI kadencji.

## Życiorys
W 1971 ukończył studia na Wydziale Elektronicznym Politechniki Wrocławskiej. Został pracownikiem naukowym na tej uczelni, w 1981 uzyskał na niej stopień doktora. Specjalizował się w akustyce środowiska i wnętrz. Prowadził również działalność gospodarczą. W 1991 został prezesem klubu sportowego AZS Politechnika Wrocławska.
W latach 80. działał w Solidarności Walczącej. W III RP należał do Koalicji Konserwatywnej. W wyborach samorządowych w 1994 kandydował do rady miasta Wrocławia jako kandydat Unii Polityki Realnej z listy Ligi Wrocławskiej. W wyborach parlamentarnych w 1997 bez powodzenia ubiegał się o mandat poselski z listy Akcji Wyborczej Solidarność w województwie wrocławskim (otrzymał 648 głosów). W latach 1998–2002 zasiadał w radzie miasta Wrocławia, pełnił funkcję zastępcy prezydenta miasta z ramienia AWS. Podjął działalność w Przymierzu Prawicy, a w 2003 wstąpił do Prawa i Sprawiedliwości. Od 2004 do 2005 był radnym Sejmiku Województwa Dolnośląskiego. W 2005 z listy PiS uzyskał mandat senatorski w okręgu wrocławskim. W wyborach w 2007 bez powodzenia ubiegał się o reelekcję, a w wyborach w 2009 o mandat eurodeputowanego.
W 2010 ponownie wybrany do sejmiku, mandat radnego utrzymywał również w 2014 i 2018. W listopadzie 2018 został wybrany na przewodniczącego sejmiku VI kadencji. 1 lutego 2024 został odwołany z tej funkcji sejmiku, zastąpił go na niej Jerzy Pokój. W kwietniu tego samego roku nie został ponownie wybrany na radnego. Wchodził w skład rad nadzorczych KGHM Cuprum – CBR oraz PGE GiEK. 
W 2011, 2015, 2019 i 2023 kandydował bez powodzenia do Sejmu. W 2019 uzyskał możliwość objęcia mandatu posła VIII kadencji w miejsce Beaty Kempy (po rezygnacji starosty oławskiego Zdzisława Brezdenia i radnej dolnośląskiej Małgorzaty Calińskiej-Mayer), jednak nie zdecydował się na to.

## Odznaczenia
Odznaczony Złotym (2019) i Brązowym (2002) Krzyżem Zasługi.